# Rosthuvad krombek
Rosthuvad krombek (Sylvietta ruficapilla) är en fågel i familjen afrikanska sångare inom ordningen tättingar.

## Utseende och läte
Rosthuvad krombek är en liten och mycket kortstjärtad sångare. Ryggen är ljusgrå och på kinden och bröstet syns rostfärgade teckningar. Färgen på hjässan och pannan varierar geografiskt, grått eller rostrött. Sången består av en kort stigande och fallande vissling.

## Utbredning och systematik
Rosthuvad krombek delas in i sex underarter med följande utbredning:
- Sylvietta ruficapilla rufigenis – nedre Kongo inåt landet till Kasaï och sydöstra Gabon
- Sylvietta ruficapilla schoutedeni – östra Kongo-Kinshasa (Tanganyikasjön till Marungu och berget Kabobo till sydöstra Gabon)
- Sylvietta ruficapilla gephyra – södra Kongo-Kinshasa (västra Katanga) till Zambia och Zimbabwe
- Sylvietta ruficapilla chubbi – södra Kongo-Kinshasa (sydöstra Katanga) till Malawi och norra Moçambique
- Sylvietta ruficapilla makayii – norra Angolas inland
- Sylvietta ruficapilla ruficapilla – i centrala Angola till södra Kongo-Kinshasa (sydvästra Katanga)

Fågeln har tillfälligt observerats i Zimbabwe.

### Familjetillhörighet
Tidigare placerades krombekarna i den stora familjen Sylviidae, men DNA-studier har avslöjat att denna är parafyletisk gentemot andra fågelfamiljer som lärkor, svalor och bulbyler. Sylviidae har därför delats upp i ett antal mindre familjer, däribland den nyskapade familjen afrikanska sångare där krombekarna ingår, men även långnäbbarna i Macrosphenus samt de udda sångarna damarasångare, mustaschsångare, fynbossångare och stråsångare.

## Levnadssätt
Arten hittas i miombo, huvudsakligen i trädkronorna. Den slår gärna följe med artblandade flockar under födosök.

## Status och hot
Arten har ett stort utbredningsområde och en stor population med stabil utveckling och tros inte vara utsatt för något substantiellt hot. Utifrån dessa kriterier kategoriserar internationella naturvårdsunionen IUCN arten som livskraftig (LC). Världspopulationen har inte uppskattats men den beskrivs som lokalt ganska vanlig, dock ovanlig i Gabon och Republiken Kongo.

## Namn
Fågeln har tidigare på svenska kallats rödkronad krombek.